# Skate Paradise
O Skate Paradise, é um programa de televisão brasileiro da ESPN Brasil, surgiu em 2005, a partir da necessidade de um espaço exclusivo para o skateboard dentro da TV por assinatura no Brasil.

## História
Foi fundado pela Editora da ESPN, Helga Simões mais a participação da chefe Renata Netto do Núcleo de Radicais da ESPN, no começo contou com a ajuda da Qix International (da cidade de Novo Hamburgo) como patrocinador do programa, nome do programa surgiu de Ramon Muller fundador da Qix.
Programa e alimentado por pessoas do skate como Anderson Tuca, Wagner Profeta, Jeorge Simas, Thomas Losada, Júlio Feio, Andréa Ramos entre outros do meio do skate, responsável pela produção do programa seria Fuego Digital.
No ar quinzenalmente, o programa é o espaço na TV para que os atletas do skate mostrem seu trabalho e falem sobre o universo deste esporte que ganha cada vez mais adeptos no Brasil. Em abril de 2008 programa passa ser semanalmente na ESPN Internacional . Já se passaram skatistas pelo programa como Bob Burnquist, Og de Souza, Sandro Dias, Letícia Bufoni, Lincoln Ueda, Eugênio Amaral (Geninho), Wagner Ramos entre outros skatistas.
Uma das melhores filmagens aconteceu no Uruguai com nome de El Truco Parte II em 2006, muitas manobras e lugares bonitos para se filmar.

## Programação
- Quarta-feira, às 22h30, quinzenal
- Na ESPN Internacional, semanalmente

## Reprises
- Sexta-feira, às 09h00, quinzenal
- Sábado, às 04h30, quinzenal
- Sábado, às 08h00, quinzenal
- Segunda-feira, às 03h30, quinzenal

## Quadros
- Passo a passo
- Pódio
- Sessão
- No Vert
- Na Pista
- Na rua
- Paraíso Sonoro
- Sessão Pipoca
- InDica

## Logotipo
Criado pelo departamento de arte da ESPN Brasil em 2005